# فرودگاه پورشوفن
فرودگاه پورشوفن (به انگلیسی: Þórshöfn Airport) (به زبان بومی: Þórshafnarflugvöllur) یک فرودگاه همگانی با کد یاتا THO است که یک باند فرود آسفالت دارد و طول باند آن ۱۱۹۹ متر است. این فرودگاه در کشور ایسلند قرار دارد و در ارتفاع ۲۰ متری از سطح دریا واقع شده است.